# 马特兰迪亚 (巴拉那州)
马特兰迪亚是巴西巴拉那州的一个市镇。总面积639.746平方公里，总人口16056人，人口密度25.1人/平方公里。